# パナマ海軍艦艇一覧
パナマ海軍艦艇一覧は、パナマ共和国海軍が過去保有した、または現在保有する、または将来保有する予定の、未完成・計画中止を含めた歴代艦艇一覧である。
凡例

## 現有勢力（2024年現在）
- 国防予算：8億7,000万ドル[1]
- 海軍人員：3,600名[1]
- 艦船隻数：17隻（排水量20t以上）[1]

哨戒艇×14
輸送艇×3
- 航空機数：11機以上

陸上固定翼機×11
陸上ヘリコプター×若干機

## 艦艇一覧（近代海軍以前）

### 砲艦
- （Darian）[2] - 1895年、3門
- （Gatan）[3] - 1897年、3門

### その他
未分類
- （Padilla）[4] - 1890年、1門
- （Chercuito） - 1896年、2門